# Аквесасне 59
Аквесасне 59 (англ. Akwesasne 59) — индейская резервация ирокезоязычного индейского племени мохоки, расположенная на юго-востоке провинции Онтарио, Канада. Является частью территории мохоков Аквесасне.

## История
Индейская резервация образовалась в результате разделения территории мохоков между севером и югом американо-канадской границей, северная часть позднее была разделена канадской провинциальной границей между Онтарио на западе и Квебеком на востоке. Та часть, что оказалась в Онтарио, получила название Аквесасне 59. Согласно договору Джея 1795 года об урегулировании границы, мохоки сохранили за собой право свободно пересекать международную границу.

## География
Резервация расположена в юго-восточной части Онтарио на нескольких островах реки Святого Лаврентия, самым большим из которых, является остров Корнуолл. Общая площадь резервации составляет 11,86 км².

## Демография
В 2016 году в Аквесасне 59 население по возрастному диапазону распределилось следующим образом: 30,6 % — жители младше 18 лет, 57,9 % от 18 до 64 лет и 11,4 % — в возрасте 65 лет и старше. 66 % населения резервации считало английский язык родным и использовало его дома, 26,9 % — могаукский язык, 0,7 % — французский язык и 6,4 % говорили на других языках или использовали несколько.
В 2021 году в Аквесасне 59 проживало 1788 человек, плотность населения составляла 150,76 чел./км².